# ۳ رجب
۳ رجب، سومین روز ماه رجب در تقویم هجری قمری است.
در تقویم هجری قمری قراردادی این روز صد و هشتادمین روز سال است.

## زادگان
- * ۱۲۳۹ - آنتون صقال، شاعر و ترانه‌سرای سوری.

## درگذشت‌ها
- ۲۵۴ ‐ علی بن محمد (نقی)، دهمین امام شیعیان[۱]